# Roberto Carlos En Vivo
Roberto Carlos En Vivo é um álbum ao vivo do cantor e compositor Roberto Carlos, lançado pela Sony Music em 2008. O álbum ganhou disco de platina+ouro no México, por vendas superiores a 120 mil cópias.

## Faixas do CD
1. Intro (Medley)
2. Emociones
3. Que Será De Ti
4. Cama Y Mesa
5. Detalles
6. Desahogo
7. El Dia Que Me Quieras
8. O Calhambeque (Mi Cacharrito)
9. Mujer Pequeña
10. Acróstico
11. Propuesta
12. Cóncavo Y Convexo
13. La Distancia
14. Amigo
15. Jesus Cristo
16. Amada Amante
17. Un Gato Em La Oscuridad
18. Yo Solo Quiero (Un Millon De Amigos)